# روسلافل
شهر روسلافل (به روسی: Рославль) در کشور روسیه و در اوبلاست اسمالنسک واقع شده‌است.